# Полюс недосяжності (станція)
Полюс недосяжності (рос. Полюс недоступности) — тимчасова радянська антарктична станція, що знаходилась в одному із варіантів розташування так званого Полюсу недосяжності (точці найбільшого віддалення від морських берегів) у 2100 км від станції Мирний.

## Функціонування
Створена учасниками санно-гусеничного походу 3-ї радянської антарктичної експедиції  14 грудня 1958 року. Начальником станції був В. К. Бабарикін. Під час церемонії відкриття станції, полярниками на будівлі був встановлений бюст Леніна. На станції (будівля площею 24 м²) перебувало чотири полярники, радіостанція та електростанція. Станція використовувалася для метеорологічних, гляціологічних, геомагнітних та актинометричних спостережень. Було пробурено свердловину глибиною 60 м для вимірювання температури снігового покриву, підготовлена злітно-посадкова смуга, на яку 17 грудня 1958 року сів літак Лі-2. Також було проведено сейсмозондування льодовикового покриву.
Полюс недосяжності був закритий 26 грудня 1958 року через значну віддаленість від інших дослідницьких станцій, що утруднювало постійне безпечне використання. В майбутньому станцію планувалося використовувати лише для короткотривалих відвідувань. Чотири дослідники були евакуйовані літаком, решта 14 учасників повернулася на тракторах. Ідентифікаційний номер станції у реєстрі Всесвітньої метеорологічної організації був 89550.

## Розташування та кліматичні умови
Станція була розташована на рівнинній поверхні льодовикового плато на південь від Землі Ендербі. Відстань до Південного полюса 463 км, до станції Радянська — бл. 600 км. Висота над рівнем моря становить 3718 м, товща льодовика під станцією — 2980 м. Природні умови схожі із такими на станції Восток. Середня річна температура повітря становить близько –57 °C, що нижче, ніж на стації Восток, хоча через нерегулярність метеорологічних спостережень на Полюсі недосяжності, полюсом холоду вважається саме Восток.

## Після закриття
У січні 2007 року троє англійців (Рорі Суіт, Руперт Логнсдон, Генрі Куксон) вперше в історії досягли Полюса недосяжності пішки, використовуючи тягу повітряних зміїв. За їхніми свідченнями, бюст Леніна досі знаходиться на даху радянської станції.
27 грудня 2011 року експедиція Antarctica Legacy Crossing за участю Себастіана Коупленда та Еріка Макнейра досягла Полюсу недосяжності пішки та на лижах, використовуючи тягу повітряних зміїв зі станції Новолазарєвська під час перетину Антарктики зі сходу на захід протяжністю понад 4100 км.